# Маргарита Цельская
Маргарита Цельская (Маргарета фон Цилли) (1411 — 22 июля 1480) — княгиня глогувская и сцинавская (1460—1476).
Представительница знатного словенского графского рода Цилли. Единственный ребёнок Германа III, графа фон Цилли (ок. 1380 — 30 июля 1426) от первого брака с Елизаветой фон Абенсберг (ок. 1377 — до 1423), дочерью барона Иоганна II фон Абенсберг и вдовой Ульрих II из Шауэнбурга. У Маргариты было два старших единоутробных брата, Иоганн I фон Шауэнбург (ум. 1453) и Георг I фон Шауэнбург (ум. 1404), дети Елизаветы от первого брака с Ульрихом фон Шауэнбургом.
По отцовской линии Маргарита была племянницей Барбары Цилли, известной как Мессалина Германии, второй и последней жены Сигизмунда Люксембургского, императора Священной Римской империи, короля Венгрии и Чехии.

## Биография
15 марта 1430 года Маргарита вышла первый раз замуж за Германа I, графа Монфорт-Пфаннберг-Брегенц. У них родилось четверо детей, трое сыновей — Герман II (род. 1431), Георг I (род. 1433) и Иоганн III (род. 1434), и дочь — Барбара (род. 1435). Граф Герман фон Монфорт скончался 25 июля 1435 года.
В декабре 1444 года Маргарита вторично вышла замуж за Владислава (ок. 1420—1460), князя глогувского и сцинавского (1431—1460), представителя цешинcкой линии династии Силезских Пястов. Детей у них не было.
Владислав скончался 14 февраля 1460 года. В своём завещании он оставил свои владения Маргарите (в качестве вдовьего удела) и своему брату Пшемыславу II, который стал фактическим правителем обоих княжеств.
Маргарита, отстраненная от управления владениями покойного мужа, оставалась жить Глогуве, даже после того, как Пшемыслав II в 1476 году потерял суверенитет над частью Глогува и Сцинавы, которые были включены Матвеем Корвином в состав владений чешской короны. Маргарита формально продолжала владеть своим вдовьим уделом и была вынуждена столкнуться с претензиями Яна II Безумного, князя Жаганьского, который в том же 1476 году заполучил половину Глогувского княжества и стремился объединить под своей властью всё княжество.
Князь Казимир II Цешинский, племянник Владислава и Пшемыслава II, также предъявил свои права на часть Глогува и Сцинавы как единственный наследник всей цешинской линии Силезских Пястов. В сентябре 1478 года Казимир Цешинский вступил в Глогув, принял под свою опеку вдовствующую княгиню Маргариту и вынудил городской совет принесли ему присягу на верность. Но вскоре Казимир Цешинский потерпел поражение в битве под Кросно от Яна Безумного, князя Жаганьского. В 1479 году Казимир Цешинский отказался от всех своих претензий на наследство своего покойного дяди Владислава Глогувского и получил денежную компенсацию от короля Матвея Корвина. Казимир Цешинский отказался от претензий на Глогувское княжество в пользу Чешского королевства и получил взамен город Кендзежин-Козле, принеся ленную присягу на верность Матвею Корвину.
Маргарита вынуждена была защищать Глогув в одиночку от Яна Безумного, князя Жаганьского. В марте 1480 года Ян Безумный осадил замок в Глогуве, принадлежавший Маргарите. Она сопротивлялась до 1 мая 1480 года, когда после семинедельной осады вынуждена была капитулировать. Ян Безумный присоединил вторую часть Глогува и воссоединил под своей властью Глогувское княжество после 150-летнего разделения. Маргарита скончалась через два месяца после капитуляции Глогува.